# Sweet Love
《Sweet Love》는 손호영의 첫 번째 싱글 앨범으로 손호영이 프로듀서로 활약했다. 앨범 타이틀 곡은 하늘에 내 마음이며, 두가지 버전 - 하늘색과 분홍색-의 자켓이 있다.
| 트랙 | 곡명                                         |
| ---- | -------------------------------------------- |
| 1.   | 안되나요                                     |
| 2.   | 하늘에 내 마음이 - 작사 손호영               |
| 3.   | 그려본다 - 작사 손호영                       |
| 4.   | 사랑이란 건 - 작사 손호영                    |
| 5.   | 하늘에 내 마음이(Guitar Vers.) - 작사 손호영 |

## 같이 보기
- 손호영의 음반 목록